# CRぱちんこキン肉マン
『CRぱちんこキン肉マン』（CRぱちんこキンにくマン）は、2009年に京楽産業.から発売されたデジパチタイプのCR機のパチンコ。

## 概要
本機は1980年代に人気を博した、ゆでたまごによる日本の漫画作品およびそれを原作としたアニメである、『キン肉マン』をモチーフとしたタイアップ機である。
本機を発売した京楽産業.は、本機を「進化系ぱちんこ第1弾」と位置づけ、モード移行システムと潜伏確変による新たなドキドキ感をプレーヤーに持たせる演出を新たに追加している。
台枠は、『CRぱちんこ必殺仕事人III』より採用されている "STADIUM" 枠を使用。

### 仕様
本機の主な特徴は、通常時の初当り（ヘソからの大当り）の約6割が突然確変大当りであり、そのうちのほとんどが潜伏確変である。その潜伏確変と小当たりを用いてモード移行を通常の演出に加え、高確率を期待させる演出でプレイヤーにドキドキ感を持続させる仕様となっている。
そして潜伏確変、出玉ありの確変大当りを経由してハイパーマッスルチャンス（電サポ有確変状態）に突入すると、電チューからの抽選がメインとなるため突然確変は発生せずすべて出玉ありの大当り、なおかつ確変継続率は80%のため出玉は通常のミドルスペックよりも少量だが非常に高い連チャンが期待できる仕様となっている。

### 兄弟機

#### CRぱちんこキン肉マンMAX
2009年8月に、ミドルタイプの兄弟機「CRぱちんこキン肉マンMAX」が発売された。基本的な予告・リーチ演出はそのままに、新たな演出がいくつか追加されている。主な変更点は以下の通り(詳しくはスペック参照)。
- 大当り確率の低下
- 時短回数の増加
- キン肉マンステージの上に高確率期待度激高の「救世主（メシア）ステージ」新設
- 救世主ステージでゲージをためきると、高確率確定の「ハイパーキン肉マンステージ」へ移行
- 肉ギミックの発動ポイント増加
- キン消し予告リニューアル
- パラパラ予告のチャンスボタン
- 金色の丼保留予告

#### CRぱちんこキン肉マンJr.
2009年11月には、遊パチバージョンの「CRぱちんこキン肉マンJr.」が発売された。大当り確率が約1/97で、確変継続率は70%。大当りは全て5Rとなっている。基本演出はオリジナルのものとほぼ同じだが、一部MAXと同じ演出を取り入れている。救世主ステージが存在しないためハイパーハイパーキン肉マンステージへ行くにはレインボー肉を発動しなければ行くことができない。

### 図柄
超人図柄は普段はアニメであるがキン肉マンステージに入るとリアルなCGに変化する。
1. モンゴルマン
2. ブロッケンJr.
3. テリーマン
4. ウルフマン
5. ウォーズマン
6. ロビンマスク
7. キン肉マン

## 役モノ
火事場のクソ力フラッシュ
液晶画面の上に配置されたキン肉マンの腕が液晶画面内に落下すれば激アツ。様々な契機で作動し、プレーヤーに激アツを予告する。
肉ギミック
液晶画面下に格納されている「肉」の文字の形をしたギミック。主にモード移行演出に作動する。肉ギミックが画面下から飛び出せばモード移行し、期待度の高いステージへと移行する。
キン肉マンフェイス
液晶画面右下配置されたキン肉マンの顔。振動するとリーチ確定。

## モード移行演出
本機の目玉演出として位置づけられている演出の一つ。小当たりもしくは9R確変C・Dに当選すると、画面下に格納されている肉ギミックが飛び出し、モード移行演出が発生する。
肉ギミック出現後に移行した先のステージで高確率の期待度が変化する。
本機では大当りが全て9R大当りのため、ラウンド振り分けのランプがなく、盤面右下のメインデジタル(特殊図柄)でしか判別不可、なおかつ大当り・小当たりを表す特殊図柄が非常に多く、高確率の判別が難しくなっている。
ステージ移行演出時に突如画面上のキン肉マンの腕役モノが作動し、火事場のクソ力フラッシュが発生した場合は、ハイパーマッスルチャンス（9R確変D当選・電サポあり確変状態）もしくはGo!Go!マッスルボーナスが発生する。

### 滞在ステージ
確変期待度低
- ウルフマンステージ（鳥取砂丘リング）
- ブロッケンJr.ステージ（ピラミッドリング）
- ロビンマスクステージ（不知火の水上リング）

確変期待度中
- ウォーズマンステージ（VSバッファローマン田園リング）
- テリーマンステージ（ウォーズマンの身体の中の五重のリング）

確変期待度大
- キン肉マンステージ（黄金と銀のマスク）

MAXのみ
- 救世主ステージ（岩山の頂上に座るモンゴルマン）岩戸が閉まると終了する。

MAX.Jr,のみ
- ハイパーキン肉マンステージ（完璧のマスク）

### 肉ギミック
肉ギミックが飛び出した際の演出は、次の優先順位で高確率期待度が変化する。
1. 肉ギミックの色・・・緑<赤。
2. 肉ギミックのサイズ・・・小<大。

具体的な期待度は以下の順となる。
緑小<赤小<緑大<赤大

### 肉ギミック出現契機
- 図柄が3枚とも暗転
- 肉爆弾演出
- 肉ハウス演出
- 各期待度低のリーチハズレ後

MAXのみ追加
- アニメエピソードハズレ後
- キン肉マン、モンゴルマンストーリーリーチハズレ後

変動中に、画面内に「肉かも？」など肉ギミックを示唆する内容の予告が出た場合は肉ギミック作動のチャンス。

### 高確率判別要素
ステージ移行後、画面内の様々な予告で高確率の期待度が予測できる。
以下の演出が発生した後に肉ギミックが飛び出すと高確率の期待度アップ。
- 連続すべり予告後のスーパーリーチハズレ後（すべり予告の回数が多いほど期待度アップ）
- 正義超人が先攻のVSリーチハズレ後
- マリさんチューリーチハズレ後【激アツ】
- 連続すべり予告2回目以降にリーチが成立しない【激アツ】

ステージ移行演出後に以下の演出が出現すれば高確率の期待度アップ。
- ステージ超人のセリフが「？」、目が光るなどのアクションが頻発する。
- 画面内にピンク色の服を着たミート君やナチグロンが頻繁に出現する。
- テリーマン、ウォーズマンステージを頻繁に行き来する。
- テリーマンステージの滞在時間が長い。
- ウォーズマンステージの滞在時間が短い。
- キン肉マンステージの滞在時間が長い。
- ステージ移行後29回転目に、画面右にあるキン肉マンのロゴ電飾が赤く点滅すれば期待度アップ。レインボーなら激アツ。

## 予告アクション

### 基本予告アクション
キン肉マンステージのリーチ成立の予告は一部登場しない。
ムービー予告
懐かしいキン肉マンのアニメのワンシーンが背景の画面に登場する。ムービーの続きが出るとリーチ確定。続きがVSリーチのワンシーンだとVSリーチ確定。
チケット予告
VSと書かれたチケット撒かれ後の予告につながる赤以上で図柄が暗転すると肉ギミック発動確定。期待度順は。青<赤<金。
ミート君光線銃予告
ミート君が光線銃を放ち以後の展開を予告する。右図柄にバナナが出れば「すべり」、肉が表示されれば「肉ギミック」のチャンス。また、この予告は様々な予告と複合することで展開が予測できる。例えば他のリーチ確定予告+右図柄にバナナが出た場合は、すべり＋リーチが確定し「すべり予告継続」が確定、中図柄に「肉」が出れば肉ギミック確定など。ミート君ではなくナチグロンだと肉発動のチャンス。？の付いたバナナはリーチが複合しないとすべりすらしないことが多い。
ミート君アイテム予告
ミート君がポケットから差し出すアイテムの内容で信頼度が変化する。
- バナナ、ドラム缶　図柄がすべる。
- ニンニク、牛丼、ドリンクなど　リーチに発展する。
- バネ、鯛、ストロー、ロングホーン、アシュラマンの被り物はVSリーチに必ず発展。

ミート君リングアップ予告
ミート君がリングを向き「！」マークを出し様々な超人関係のリーチを予告する。ペンタゴン、キューブマン、チエノワマンなどがでると肉発動のチャンス。オイルマンは連続すべり確定。キン肉マンやモンゴルマンが登場すると火事場のクソ力フラッシュが発動。
肉ハウス予告
ミート君リングアップ予告で登場し連打で肉を発動させる。扉予告からは確定。
キン骨マン爆弾予告
ミート君アイテム予告で登場する。下に落ち爆発するまでチャンスボタンを連打する爆弾が爆発したら肉ギミックが発動する。キン骨マンとイワオが登場したらチャンス。
カットインステップアップ予告
左にウルフマン右にブロッケンJr.から始まりロビンマスク、ウォーズマン、テリーマン。ラストにキン肉マンが登場すると期待度かなりあがる。ロビンではなくジェロニモやラーメンマンが登場すると激アツ。キン肉マンステージではリアルに描かれてセリフも変わる。悪魔超人の場合はステカセキングから始まりブラックホール、ミスターカーメン＆魔雲天、アトランティス＆スプリングマン。ラストにバッファローマンが登場すると激アツ。
パラパラ予告
画面左に漫画のコマが現れ、チャンスボタンを押すと続きが見られることがある。アングルが移行せずに消えればガセ、アングルが移行して続きが見れればリーチ確定。その際に現れる文字の色で信頼度が変化する(黒<赤<金)。MAX以降はチャンスボタンを押すと漫画のコマが現れしばらくすると続きが見られるように変更された。
超人アクション予告
滞在ステージの左下に表示されている超人が目が光ったりフッフッフと笑うなどのアクションする。大きいオーラが出ればチャンス。派手なアクションや「！」など。黒オーラが発生すれば必ず大きくなりリーチ確定、緑・赤のオーラが出れば肉ギミック発動のチャンス。キン肉マンステージでは肉発動確定予告がこれのみしないので重要。MAXでは、正義超人の衣装が一新されるがステージチェンジで過去の衣装になることがある。
図柄アクション予告
変動開始時の図柄変化で信頼度が変化する。通常は超人の名前からGOだがGO GOだとチャンス。もしくは肉ギミック発動確定。
牛丼保留予告
チャッカー入賞時に保留アイコンが牛丼に変化すればチャンス。変動開始時に丼のふたが開き、中身の内容で信頼度が変化する。牛丼のどんぶりが赤ければチャンスアップとなる。白から赤に変化したらチャンス。
キンケシ予告
保留アイコンのカプセルから飛び出す中身で期待度が変化する。MAX以降はほとんど源作中に登場しない無名超人から完璧超人を中心にリニューアルされた。正義超人、悪魔超人のキンケシが出てくればチャンス。キン肉マン、モンゴルマンのキンケシは激アツ。ミート君のキンケシが連続で出ればチャンス。しかし大当たり確定ではないので過信の期待は禁物。黄金のマスク、銀のマスクは大当たり確定。
扉予告
リーチ成立後、扉が閉まるがそのときの扉の色で信頼度が変化する（銀<赤&銀<金）。金扉は激アツ。キン肉マンロゴ柄が通常だが、悪魔超人（サタン、悪魔将軍）の扉が出ることもある(紫<<赤)。障子はプレミア。
ミート群予告
扉予告後にミート君の大群が画面を横切れば激アツ。画面を横切るミート君の大群が一斉にコケると確定。
MUSCLEあおり予告
主題歌「炎のキン肉マン」の「M･U･S･C･L･E　MUSCLE!!」のメロディーにあわせて右図柄が変化し、テンパイすれば信頼度大幅アップ。
悪魔超人あおり予告
右図柄に突然、悪魔超人図柄が出現する。その図柄と同じ数字正義超人図柄が左図柄にすれば、VSリーチへの発展が確定する。
図柄は以下の通り。
1. ミスターカーメン
2. アシュラマン
3. スプリングマン
4. バッファローマン
5. アトランティス

連続扉予告
扉が連続して閉まり、シネラマから相次ぐ連戦に倒れたキン肉マンを助ける正義超人が登場し以後の発展を予告する。キン肉マン、モンゴルマンは激アツ。
中野さん予告
中野さんがウィンドウで演出内容を解説する。ウィンドウが赤ければチャンス。ウィンドウが金なら激アツ。
火事場のクソ力フラッシュ予告
扉予告、各VSリーチハズレ後に液晶上部のキン肉マンの腕が落下し、セリフと共に激しくフラッシュすれば激アツ。

### 擬似連続系予告
連続すべり予告
右図柄がすべった後停止し、中図柄に「へのつっぱりは」と描かれた図柄が出現する。この図柄が停止すれば、「いらんですよ！」のセリフと共に図柄が再変動し、すべり予告継続となる。継続した回数で期待度が変化し、3回でスーパーリーチ確定、4回でハイチャンス、5回なら大当り確定となる。
友情パワー連続すべり予告
連続すべり予告の1回転限定のチャンスアップバージョン。発生すれば激アツ。
テリー靴ヒモ予告
テリーマンの靴ヒモが切れる演出が発生すると、連続すべり予告への発展が確定。

## リーチアクション

### VSリーチ
ウルフマンVSスプリングマン
原作通り、スプリングマンがウルフマンを締め上げる。ウルフマン攻撃側は突っ張りでロープで張り飛ばすがスプリングマンがバネの力で体当たりをする。期待度は低め。
ロビンマスクVSアトランティス
原作通り、アトランティスがウォーターマグナムでロビンマスクを苦しめる。ロビンマスク攻撃側はアトランティスとドライバー同士で攻撃し水上に浮かび上がったマスクは……。期待度は低め。
ブロッケンJr.VSミスターカーメン
原作通り、ミスターカーメンがキバ地獄でブロッケンJr.に噛み付く。ブロッケンJr.攻撃側はミイラパッケージからかわしたブロッケンがピラミッドの上から攻撃してくるが、ミスターカーメンはミイラパッケージで反撃をする。期待度は低め。
ウォーズマンVSバッファローマン
原作通り、バッファローマンが怖気づくウォーズマンにハリケーンミキサーで攻撃する。ウォーズマン攻撃側は二刀流ベアークローと二倍ジャンプと三倍の回転力の1200万パワーで攻撃するが、バッファローマンはハリケーンミキサーで反撃する。期待度は中。
テリーマンVSアシュラマン
原作通り、アシュラマンが竜巻地獄でテリーマンを吹き飛ばす。テリーマン攻撃側はリングに20カウント以内にアシュラマンとともにリングに戻るが……。原作とは違いテリーマンには腕があり、大当りしても引き分けにはならない。期待度は中。

### エピソードリーチ
変動中の扉予告で期待度が変化する。
残り10秒･･･!!
秘密の特訓!
ヨロイを切らせて!
人面プラネット!
友の帰還
最後の刺客

### 決戦VSリーチ
リーチもしくはVSリーチハズレ後、火事場のクソ力フラッシュが発動すると「よくも（倒された超人）を・・・！」とキン肉マンが登場し（モンゴルマンは「私が相手をしよう。」）言い発展。キン肉マンステージではモンゴルマンの決戦以外でランダムに選ばれる。
Uボートリーチ（秘技Uボートの巻）ロビンマスクステージ
ロビンマスクステージで発展する。水中でアトランティスが背後からキン肉マンに攻撃する。気づいたキン肉マンが攻撃をかわしUボートで倒す。原作で倒したのはキン肉バスター（アニメはタワーブリッジ）でありUボートは本来試合の流れを変えただけの技であった。
余談だが攻撃をかわした時に現れる丸いような物が一瞬写っているが、これは水中越しに見た太陽である。
モンゴルマンVSミスターカーメン（出現モンゴルマンの巻）ブロッケンJr.ステージ
ブロッケンJr．で発展する。モンゴルマンが現れキックで攻撃するも、カーメンの呪文でモンゴルマン脱いでいた赤い服に締め付けられミイラパッケージにされそうになる。
モンゴルマンVSスプリングマン（決戦モンゴルマンの巻）ウルフマンステージ
ウルフマンステージに発展する。モンゴルマンがスプリングマンに締め上げられそうになるが、脱出し、「レッグラリアート」を当てる。
キン肉バスターリーチ（逆転キン肉バスターの巻）ウォーズマンステージ
ウォーズマンステージで発展する。キン肉マンがバッファローマンにバスターを仕掛ける。
キン肉ドライバーリーチ（新必殺技キン肉ドライバーの巻）テリーマンステージ
アシュラマンの修羅場バスターをなんとかかわし、再度仕掛けてきた阿修羅バスターをキン肉ドライバーで倒そうとする。原作ではまだ名称はなく、「変形ツームストーンドライバー」と呼ばれている。ちなみにこの時のアシュラマンの面の笑い、冷血は原作同様すでに破壊されている。

### その他のリーチ
おならリーチ
ノーマルリーチハズレ後、キン肉マンが画面右から登場し中図柄におならを吹き掛ける。上から落ちてくるキャラで期待度が変化する（鳥1匹<鳥2匹）。鳥ではなくキン骨マンが落ちてくれば肉ギミック発動のチャンス。
マリさんチューリーチ
ノーマルリーチハズレ後に発展する。キン肉マンがマリさんとキスできれば大当り。途中、キン肉マンの表情が引き締まり、出てくるセリフで期待度が変化する（小「キリッ」<大「キリッ」）。セリフが「ニクッ」なら肉ギミック発動のチャンス。またマリさんチューリーチからの肉ギミック発動は、高確率期待度が非常に高い。なおこのリーチが当たる可能性はおならリーチと同じ。
ステカセキングリーチ
ノーマルリーチハズレ後に発展し音波で図柄を変える。攻撃する際に後ろの線の太さで期待度が変化する。
ブラックホールリーチ
ノーマルリーチハズレ後に発展し図柄を顔の吸引ブラックホールで吸い込む。攻撃する際に後ろの線の太さで期待度が変化する。
プラネットマンリーチ
ノーマルリーチハズレ後に発展し図柄をプラネットリングで切り裂く。攻撃する際に後ろの線の太さで期待度が変化する。

## マッスルボーナス（大当りラウンド）
本機は通常のバトルスペック機とは違い、大当りラウンド中にバトル演出が展開され、バトル演出に勝利すれば確変大当り、敗北の場合は通常大当りの可能性大。となっている。
敗北した場合でも、内部的に確変に当選している可能性は残されている。

### バトル演出フロー
1. 悪魔超人が登場。
2. 対決する正義超人をチャンスボタンプッシュで決定。
3. どちらが先制攻撃かをボタンプッシュで決定。正義超人の先制ならバトル勝利確定。悪魔超人の攻撃なら次ステップへ。
4. 悪魔超人が攻撃。ここで正義超人が攻撃を避ければ正義超人が反撃しバトル勝利確定。攻撃を食らえば次ステップへ。
5. 悪魔超人の攻撃を受け、正義超人の耐え演出発生。
6. ここで火事場のクソ力が発生すれば正義超人の反撃でバトル勝利。またモンゴルマンが登場してもバトル勝利確定。正義超人が反撃せずに倒れた場合はバトル敗北となり、マッスルチャンスへ突入。

## ハイパーマッスルチャンス（高確率中）
通常時のモード移行演出時、マッスルチャンス中、マッスルボーナスでのバトル勝利後に移行する高確率状態確定モード。モード中は正義超人が炎の中を駆け抜ける演出となる。
電サポが作動するため、基本的にハイパーマッスルチャンス中は突然確変(9R確変C&D大当り)が発生せず、全て出玉ありの大当りとなる。よって、80%の継続率で出玉ありの大当りが継続するためかなりの連チャンが見込める仕様となっている。

### 演出フロー
1. キン肉マンの腕役モノが効果音と共に光る。光った色で期待度が変化する（青<赤、レインボーなら当確）。
2. キン肉マン（マッスルチャンス中は各滞在ステージの超人）が期待度を示唆するセリフを発する（赤なら期待度アップ）。
3. 超人が悪魔将軍の影に気づく（図柄が左右同時停止しリーチ発生）。
4. 悪魔将軍が現れれば、図柄が3枚揃いマッスルボーナスへ（大当り）。

ステップ2の正義超人、ステップ4の悪魔将軍のセリフでバトル勝利の期待度が変化する。
ステップ3で悪魔将軍の影が現れなくても、超人のカットインが入ればチャンス継続となる。

### 継続演出
上記演出フローのハズレ演出後、正義超人が語り合う場面が流れると「ハイパーマッスルチャンス継続」演出が発生する（9R確変C&Dまたは小当たり当選）。ハイパーマッスルチャンス突入直後など、主にヘソ入賞の保留消化時に発生しやすい。電チュー入賞の変動中にこの演出が発生した場合は、Go!Go!マッスルボーナスへの発展が濃厚となる（電チュー入賞では9R確変C&Dは発生しないため）。

## マッスルチャンス（時短or高確率）
大当り中のバトル演出で敗北後（9R確変A&B、9R通常大当り当選後）、このモードに突入する。基本的には40回転の時短だが、高確率の可能性も残されている。マッスルチャンス突入時の滞在ステージで、高確率の期待度が変化する。
9R確変A当選であった場合は、マッスルチャンス40回転後にハイパーマッスルチャンスに突入する（電サポは次回まで継続）。
9R確変B、もしくは9R通常大当りであった場合は40回転終了後扉が閉まり、通常画面に移行する（電サポ終了）。その後のステージチェンジなどの液晶演出の内容で、高確率の期待度が変化する。
マッスルチャンス中の演出フローは基本的にハイパーマッスルチャンス中の演出と同じである。

## ギミック系当確予告

### P-フラッシュ予告
変動中に突如「キュインキュインキュイン」という効果音と共にハンドルが赤く光りフラッシュすれば確変大当り確定。
P-フラッシュ予告の発生契機は以下の通り。
- 変動開始直後
- リーチ成立直後
- キン肉マン対悪魔超人リーチ時（炎の渦が出ているタイミング）
- 再始動大当り直前

### P-サイレン予告
ハンドルが光らずに、「キュイン」音やパトカーのサイレン、銃声などの音が鳴れば大当り確定。

### Go!Go!マッスルボーナス
肉ギミック発動からのステージ移行演出時、ハイパーマッスルチャンスの継続演出中に、突如火事場のクソ力フラッシュが発動するとGo!Go!マッスルボーナス（小当たり＋9R確変A大当り）が発生する事がある。
ボーナス中はバトル演出ではなく、キン肉マンのオープニング映像が流れる。オープニング終了後の間奏は、「正義超人図鑑」が登場し、キン肉マン、テリーマン、モンゴルマンの解説が記載された後、再度オープニング映像が流れ、もう一度載る図鑑にはウォーズマン、ロビンマスク、ウルフマンの解説が記載される。賞球でのラウンド消化ではすべての場面を見ることは難しい。
ボーナス終了後はハイパーマッスルチャンスに突入する。

## スペック
CRぱちんこキン肉マンH11
- 賞球数 3&10&15
- 大当り確率：1/317.8（低確率）→1/31.8（高確率）
- 小当り確率：1/83
- 確変割合：80%
- 大当りラウンド：9ラウンド・9カウントor9ラウンド・0カウント
- 特賞出玉：約1,100個
- 時短：全ての大当たり終了後40回転
- 大当り振分率

| 入賞                 | 9R確変A  | 9R確変B | 9R確変C | 9R確変D  | 9R通常 |
| -------------------- | -------- | ------- | ------- | -------- | ------ |
| ヘソ入賞（低確率中） | 17%      | 3%      | 55%     | 5%       | 20%    |
| ヘソ入賞（高確率中） | 17%      | 3%      | 6%      | 54%      | 20%    |
| 電チュー入賞         | 77%      | 3%      | 0%      | 0%       | 20%    |
| 出玉                 | あり     | あり    | なし    | なし     | あり   |
| 電サポ               | 次回まで | 40回    | なし    | 次回まで | 40回   |
CRぱちんこキン肉マンMAX
- 賞球数 3&10&15
- 大当り確率：1/399.6（低確率）→1/39.96（高確率）
- 小当り確率：1/83
- 確変割合：80%
- 大当りラウンド：10ラウンド・10カウントor10ラウンド・0カウント
- 特賞出玉：約1,350個
- 時短：全ての大当たり終了後70回転
- 大当り振分率

| 入賞                 | 10R確変A | 10R確変B | 10R確変C | 10R確変D | 10R通常 |
| -------------------- | -------- | -------- | -------- | -------- | ------- |
| ヘソ入賞（低確率中） | 17%      | 3%       | 55%      | 5%       | 20%     |
| ヘソ入賞（高確率中） | 17%      | 3%       | 6%       | 54%      | 20%     |
| 電チュー入賞         | 77%      | 3%       | 0%       | 0%       | 20%     |
| 出玉                 | あり     | あり     | なし     | なし     | あり    |
| 電サポ               | 次回まで | 70回     | なし     | 次回まで | 70回    |
CRぱちんこキン肉マンJr.
- 賞球数：3&10&13
- 大当り確率：1/97.1（低確率）→1/16.2（高確率）
- 小当り確率：1/94
- 確変割合：70%
- 大当りラウンド：5ラウンド・8カウントor5ラウンド・0カウント
- 特賞出玉：約450個
- 時短：全ての大当たり終了後20回転
- 大当り振分率

| 入賞                 | 5R確変A  | 5R確変B | 5R確変C | 5R確変D  | 5R通常 |
| -------------------- | -------- | ------- | ------- | -------- | ------ |
| ヘソ入賞（低確率中） | 31%      | 2%      | 34%     | 3%       | 30%    |
| ヘソ入賞（高確率中） | 31%      | 2%      | 4%      | 33%      | 30%    |
| 電チュー入賞         | 68%      | 2%      | 0%      | 0%       | 30%    |
| 出玉                 | あり     | あり    | なし    | なし     | あり   |
| 電サポ               | 次回まで | 20回    | なし    | 次回まで | 20回   |